# Souancé-au-Perche
Souancé-au-Perche est une commune française située dans le département d'Eure-et-Loir en région Centre-Val de Loire.

## Géographie

### Situation
La commune se situe dans la région naturelle du Perche, au sein du canton de Nogent-le-Rotrou.
Construit autour de la rivière la Rhone, affluent de la rive gauche de l’Huisne, le village propose une vision typique du Perche : bocage, lavoir et sources. Deux sources coulent dans le village aux fontaines Saint-Marc et Saint-Georges.

Situation géographique
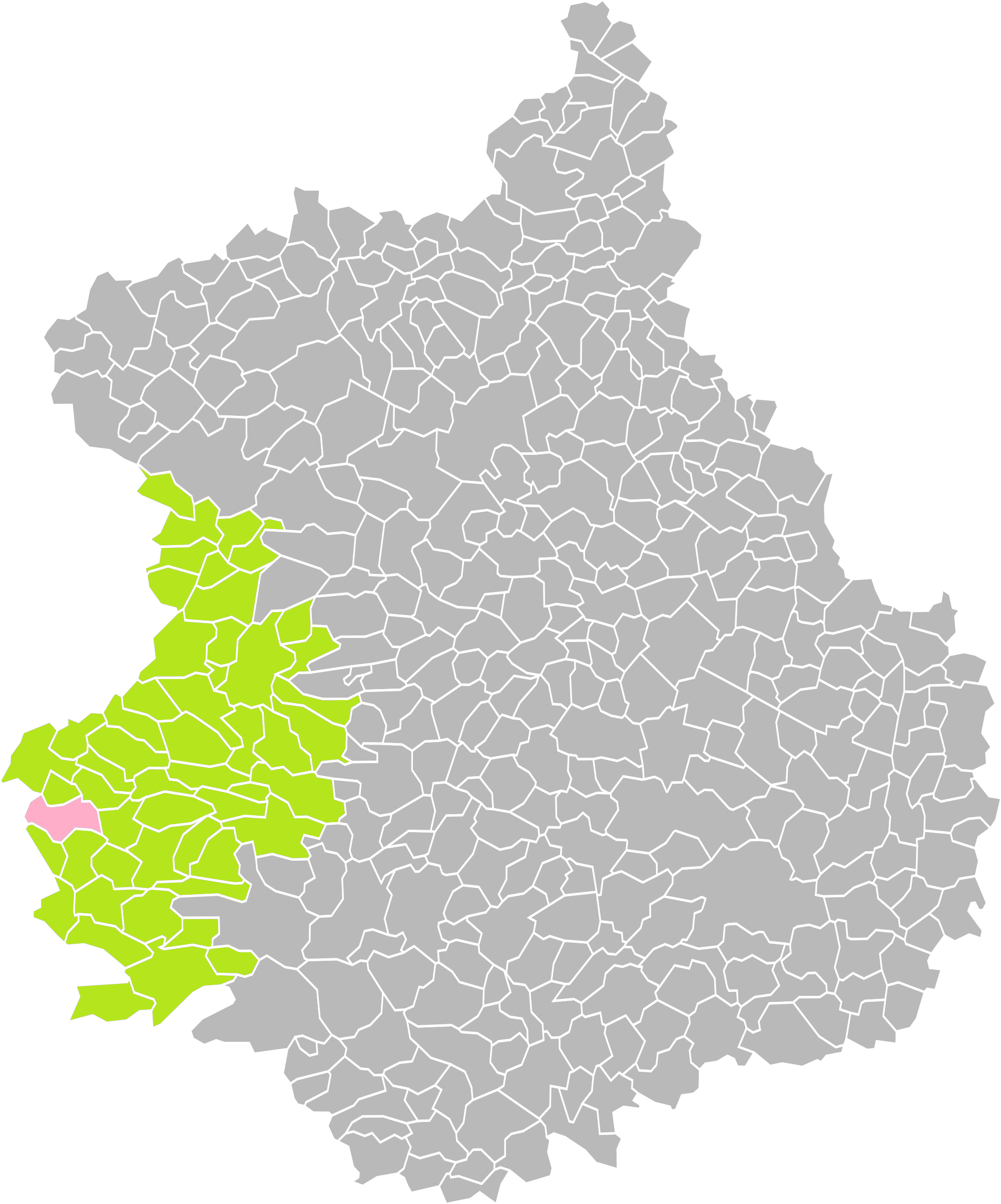
Souancé-au-Perche dans son arrondissement.
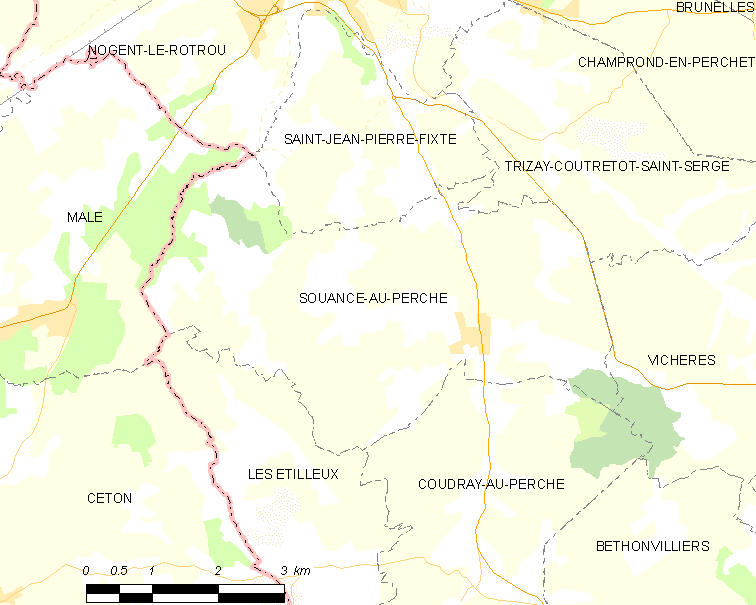
Carte de la commune de Souancé-au-Perche.

### Communes et département limitrophes
| Nogent-le-Rotrou | Saint-Jean-Pierre-Fixte | Trizay-Coutretot-Saint-Serge |
| Mâle (Orne)      | Souancé-au-Perche       | Vichères                     |
| Les Étilleux     | Coudray-au-Perche       |                              |

### Hameaux, écarts et lieux-dits
Cette liste n'est pas exhaustive.
- La Haute Galaisière ;
- Montdoucet.

### Climat
Pour des articles plus généraux, voir Climat du Centre-Val de Loire et Climat d'Eure-et-Loir.
En 2010, le climat de la commune est de type climat océanique dégradé des plaines du Centre et du Nord, selon une étude du CNRS s'appuyant sur une série de données couvrant la période 1971-2000. En 2020, Météo-France publie une typologie des climats de la France métropolitaine dans laquelle la commune est exposée à un climat océanique altéré et est dans la région climatique  Normandie (Cotentin, Orne), caractérisée par une pluviométrie relativement élevée (850 mm/a) et un été frais (15,5 °C) et venté. 
Pour la période 1971-2000, la température annuelle moyenne est de 10,3 °C, avec une amplitude thermique annuelle de 14,1 °C. Le cumul annuel moyen de précipitations est de 754 mm, avec 12,5 jours de précipitations en janvier et 7,7 jours en juillet. Pour la période 1991-2020, la température moyenne annuelle observée sur la station météorologique de Météo-France la plus proche, sur la commune de Vichères à 4 km à vol d'oiseau, est de 11,3 °C et le cumul annuel moyen de précipitations est de 731,9 mm,. Pour l'avenir, les paramètres climatiques de la commune estimés pour 2050 selon différents scénarios d'émission de gaz à effet de serre sont consultables sur un site dédié publié par Météo-France en novembre 2022.

## Urbanisme

### Typologie
Au 1er janvier 2024, Souancé-au-Perche est catégorisée commune rurale à habitat dispersé, selon la nouvelle grille communale de densité à 7 niveaux définie par l'Insee en 2022.
Elle est située hors unité urbaine. Par ailleurs la commune fait partie de l'aire d'attraction de Nogent-le-Rotrou, dont elle est une commune de la couronne,. Cette aire, qui regroupe 25 communes, est catégorisée dans les aires de moins de 50 000 habitants,.

### Occupation des sols
L'occupation des sols de la commune, telle qu'elle ressort de la base de données européenne d’occupation biophysique des sols Corine Land Cover (CLC), est marquée par l'importance des territoires agricoles (88,5 % en 2018), en diminution par rapport à 1990 (92,9 %). La répartition détaillée en 2018 est la suivante : 
terres arables (55,3 %), prairies (33,1 %), forêts (7,1 %), espaces verts artificialisés, non agricoles (3,2 %), zones urbanisées (1,3 %). L'évolution de l’occupation des sols de la commune et de ses infrastructures peut être observée sur les différentes représentations cartographiques du territoire : la carte de Cassini (XVIIIe siècle), la carte d'état-major (1820-1866) et les cartes ou photos aériennes de l'IGN pour la période actuelle (1950 à aujourd'hui).

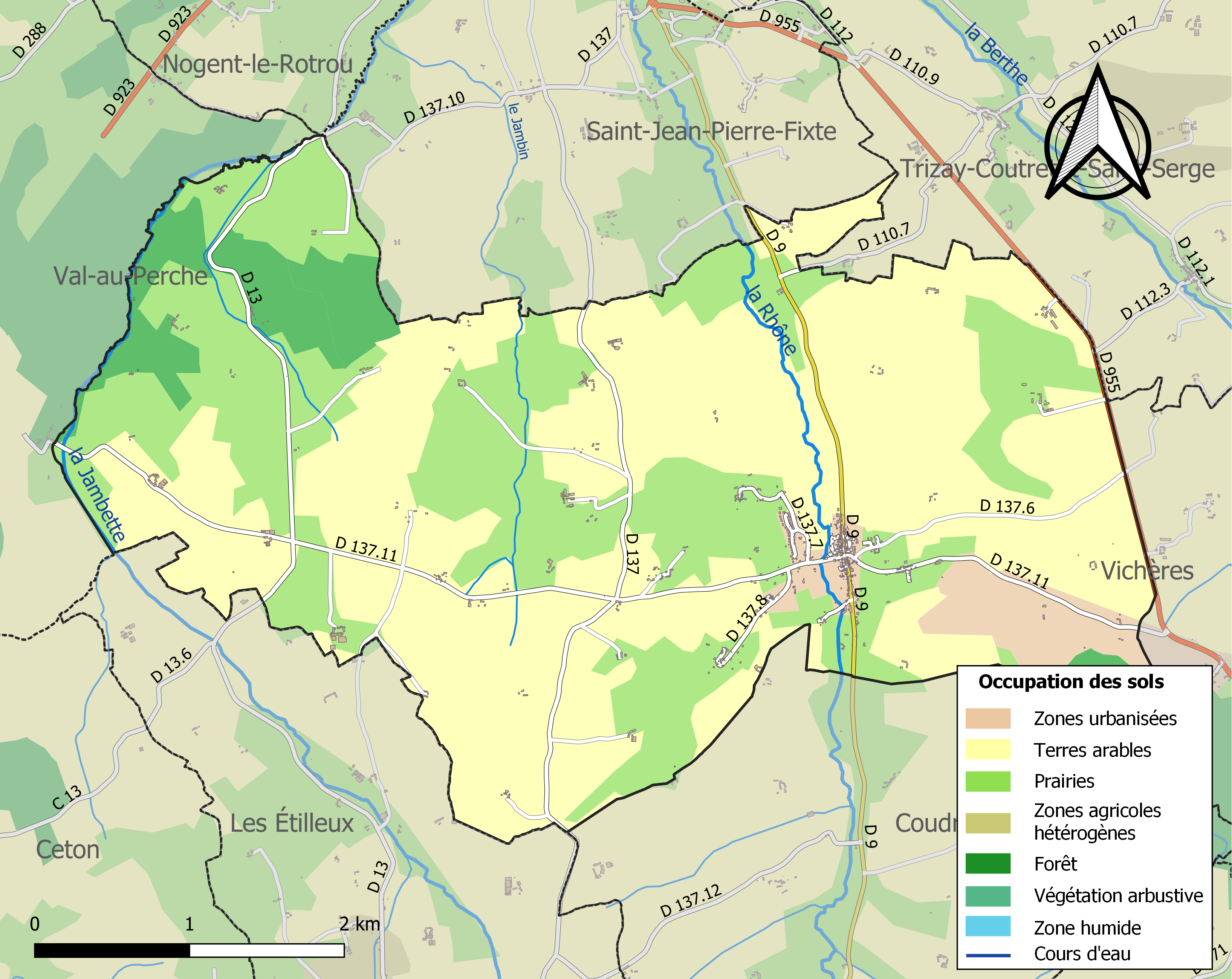
Carte des infrastructures et de l'occupation des sols de la commune en 2018 (CLC).

### Risques majeurs
Le territoire de la commune de Souancé-au-Perche est vulnérable à différents aléas naturels : météorologiques (tempête, orage, neige, grand froid, canicule ou sécheresse), inondations, mouvements de terrains et séisme (sismicité très faible). Il est également exposé à un risque technologique, le transport de matières dangereuses. Un site publié par le BRGM permet d'évaluer simplement et rapidement les risques d'un bien localisé soit par son adresse soit par le numéro de sa parcelle.

#### Risques naturels
Certaines parties du territoire communal sont susceptibles d’être affectées par le risque d’inondation par débordement de cours d'eau, notamment la Jambette et la Rhône. La commune a été reconnue en état de catastrophe naturelle au titre des dommages causés par les inondations et coulées de boue survenues en 1995 et 1999,.

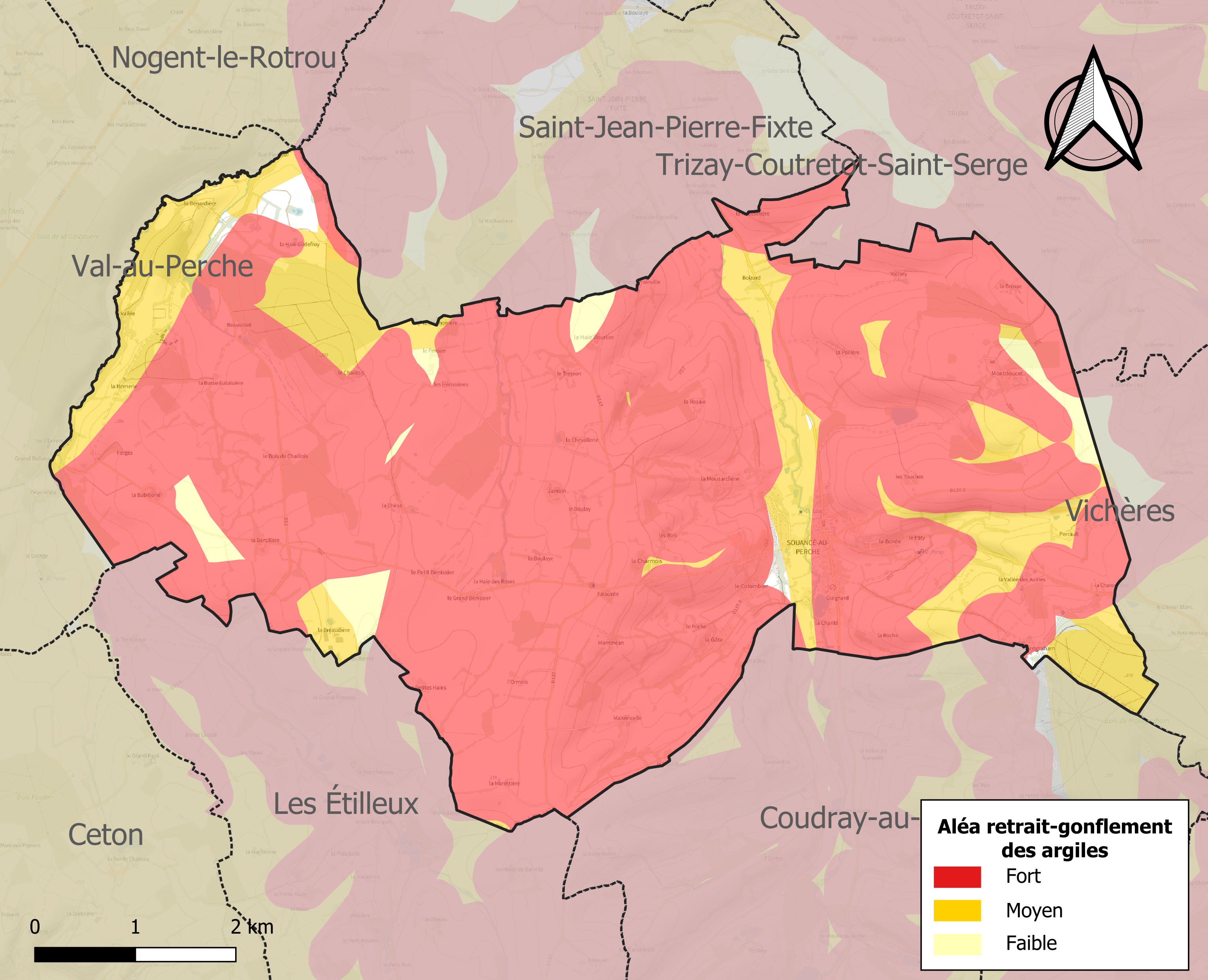
Carte des zones d'aléa retrait-gonflement des sols argileux de Souancé-au-Perche.

Les mouvements de terrains susceptibles de se produire sur la commune sont des mouvements de sols liés à la présence d'argile et des effondrements généralisés de terrains.
Le retrait-gonflement des sols argileux est susceptible d'engendrer des dommages importants aux bâtiments en cas d’alternance de périodes de sécheresse et de pluie. 96,7 % de la superficie communale est en aléa moyen ou fort (52,8 % au niveau départemental et 48,5 % au niveau national). Sur les 296 bâtiments dénombrés sur la commune en 2019, 290 sont en aléa moyen ou fort, soit 98 %, à comparer aux 70 % au niveau départemental et 54 % au niveau national. Une cartographie de l'exposition du territoire national au retrait gonflement des sols argileux est disponible sur le site du BRGM,.
Concernant les mouvements de terrains, la commune a été reconnue en état de catastrophe naturelle au titre des dommages causés par la sécheresse en 2003 et par des mouvements de terrain en 1999.

#### Risques technologiques
Le risque de transport de matières dangereuses sur la commune est lié à sa traversée par des infrastructures routières ou ferroviaires importantes ou la présence d'une canalisation de transport d'hydrocarbures. Un accident se produisant sur de telles infrastructures est en effet susceptible d’avoir des effets graves au bâti ou aux personnes jusqu’à 350 m, selon la nature du matériau transporté. Des dispositions d’urbanisme peuvent être préconisées en conséquence.

## Toponymie
Le nom de la localité est attesté sous les formes Suenci, vers 1128 (Bibliothèque nationale de France-Manuscrit Latin 9223 Cartulaire Notre-Dame de Josaphat) ; Suentheium, 1141 (Cartulaire de Thiron, t. 2) ; Suhenci, vers 1150 (Bibliothèque nationale de France-ManuscritLatin 9223 Cartulaire Notre-Dame de Josaphat) ; Souencé, octobre 1359, (Archives nationales.-JJ 90, n° 331, fol. 169 v°) ; Souencé, XVIIIe s. (Carte de Cassini) ; Souancé au Perche, décret du 15 novembre 1912.
Du bas latin Swabincacus. Swabinc, nom de personne d’origine germanique, et pseudo-suffixe de possession iacus.

## Histoire

### Moyen Âge
Les seigneurs de Montdoucet et de la Chaise, vassaux des Rotrou, possédaient un domaine à Souancé. Deux des tours du château Saint-Jean à Nogent-Le-Rotrou portent le nom des seigneurs Montdoucet et Chaise.

## Politique et administration

### Liste des maires

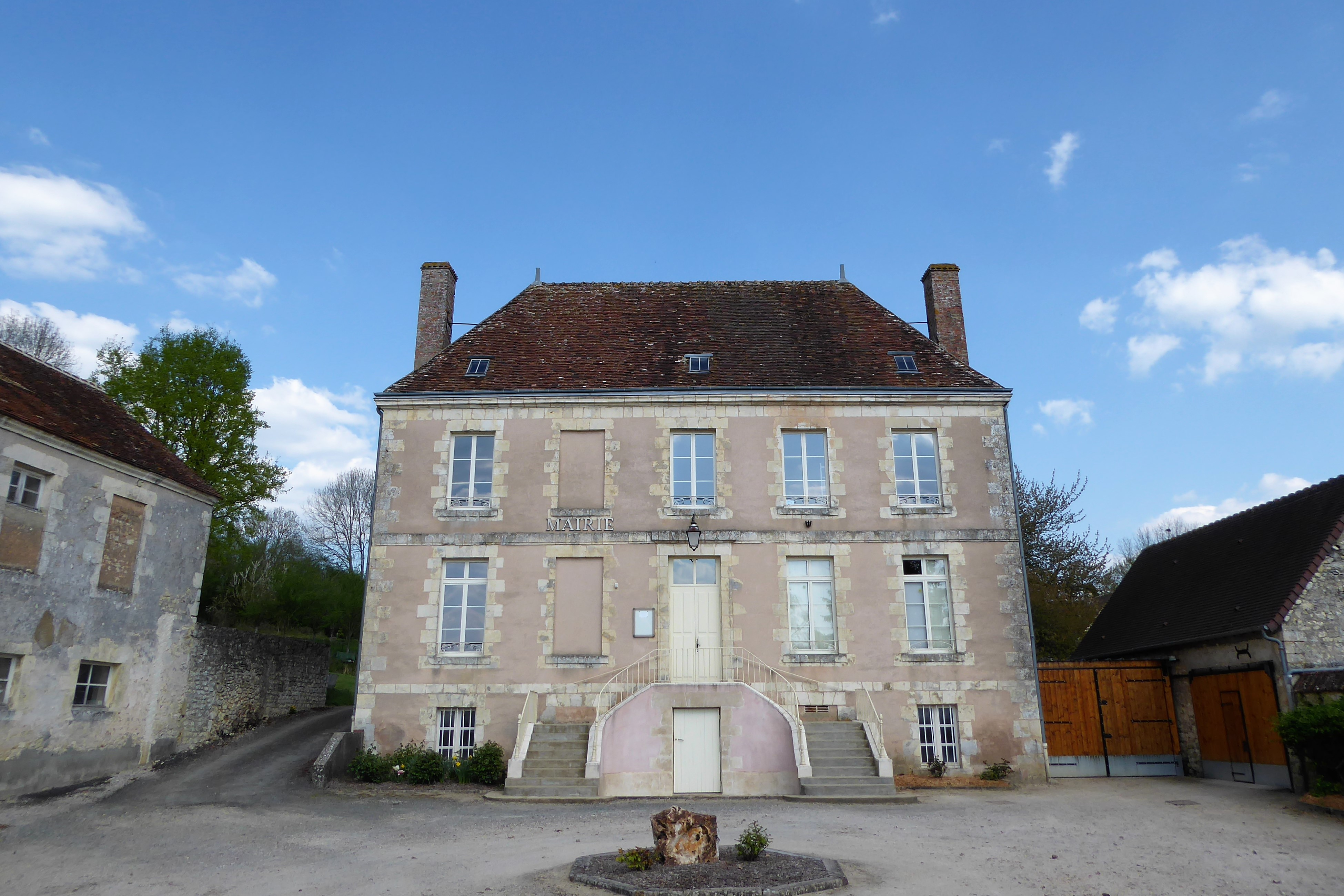
La mairie.

| Période                                  | Période      | Identité         | Étiquette | Qualité    |
| ---------------------------------------- | ------------ | ---------------- | --------- | ---------- |
| mars 2001                                | mars 2008    | François Jacques |           |            |
| mars 2008                                | juillet 2020 | Patrick Gouhier  | SE        | Cadre      |
| juillet 2020                             | mars 2021    | Émilie Daigneau  |           | Infirmière |
| Les données manquantes sont à compléter. |              |                  |           |            |

## Population et société

### Démographie
L'évolution du nombre d'habitants est connue à travers les recensements de la population effectués dans la commune depuis 1793. Pour les communes de moins de 10 000 habitants, une enquête de recensement portant sur toute la population est réalisée tous les cinq ans, les populations de référence des années intermédiaires étant quant à elles estimées par interpolation ou extrapolation. Pour la commune, le premier recensement exhaustif entrant dans le cadre du nouveau dispositif a été réalisé en 2006.

En 2022, la commune comptait 496 habitants, en évolution de −7,64 % par rapport à 2016 (Eure-et-Loir : −0,23 %, France hors Mayotte : +2,11 %).
| 1793  | 1800 | 1806 | 1821  | 1831  | 1836  | 1841  | 1846  | 1851  |
| ----- | ---- | ---- | ----- | ----- | ----- | ----- | ----- | ----- |
| 1 009 | 926  | 915  | 1 016 | 1 074 | 1 114 | 1 135 | 1 210 | 1 237 |

| 1856  | 1861  | 1866  | 1872 | 1876 | 1881 | 1886 | 1891 | 1896 |
| ----- | ----- | ----- | ---- | ---- | ---- | ---- | ---- | ---- |
| 1 121 | 1 086 | 1 008 | 949  | 990  | 968  | 917  | 914  | 875  |

| 1901 | 1906 | 1911 | 1921 | 1926 | 1931 | 1936 | 1946 | 1954 |
| ---- | ---- | ---- | ---- | ---- | ---- | ---- | ---- | ---- |
| 855  | 832  | 852  | 710  | 728  | 738  | 701  | 647  | 623  |

| 1962 | 1968 | 1975 | 1982 | 1990 | 1999 | 2006 | 2011 | 2016 |
| ---- | ---- | ---- | ---- | ---- | ---- | ---- | ---- | ---- |
| 589  | 551  | 530  | 579  | 547  | 514  | 544  | 547  | 537  |

| 2021 | 2022 | - | - | - | - | - | - | - |
| ---- | ---- | - | - | - | - | - | - | - |
| 505  | 496  | - | - | - | - | - | - | - |

## Culture locale et patrimoine

### Lieux et monuments

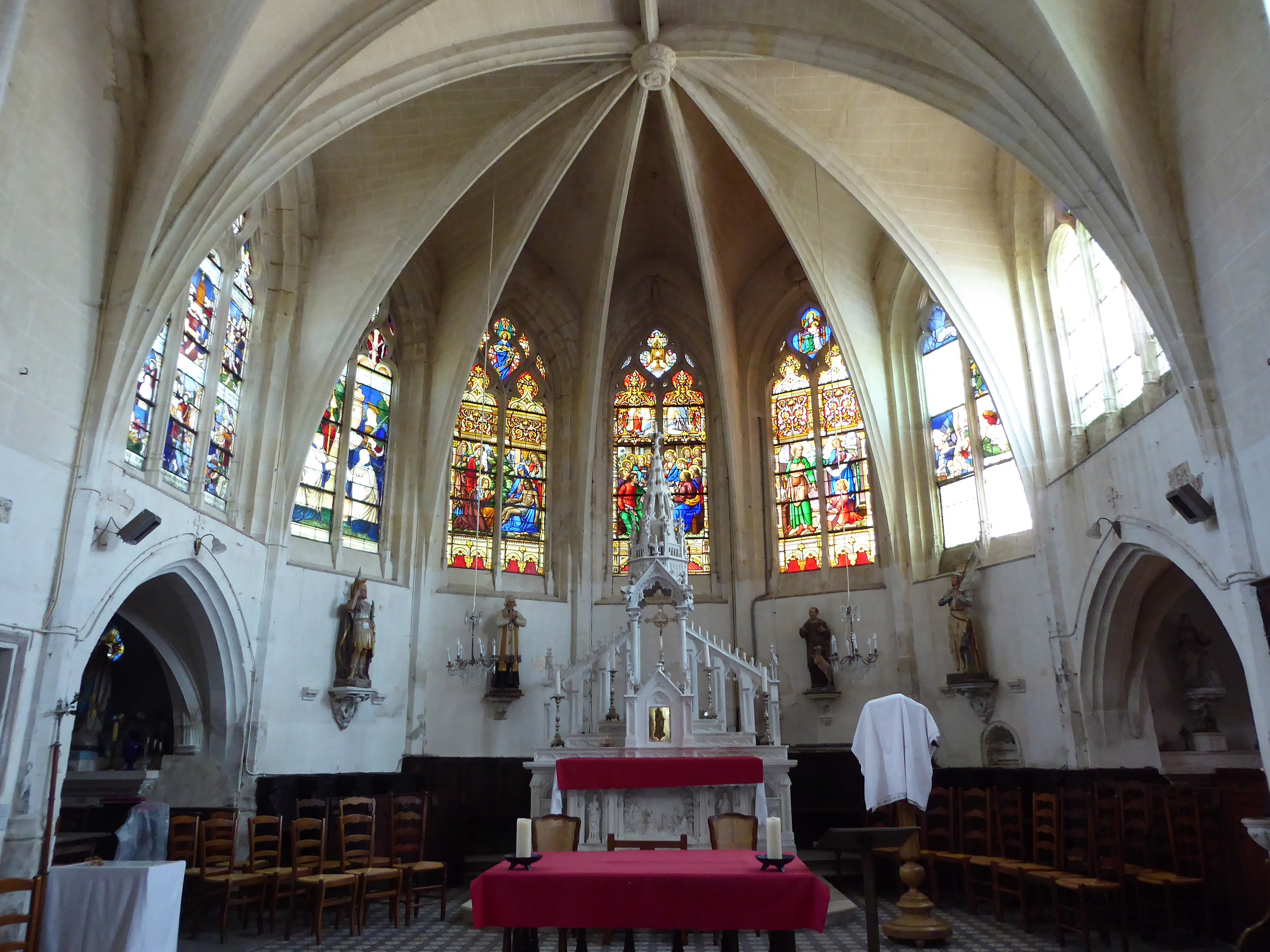
Le chœur de l'église Saint-Georges.

#### Église Saint-Georges
L'église Saint-Georges,  Inscrit MH (1930, 1935), date des XIIe, XIIIe et XVIe siècles.
Plusieurs éléments de mobilier sont remarquables, dont des vitraux du XVIe siècle classés monuments historiques, ainsi qu'une peinture sur toile de la même époque représentant la crucifixion de Jésus, également classée.

#### Château de la Galaisière
Bien que remanié depuis lors, construit au XVIIe siècle par Louis Aubin, huissier au cabinet de la duchesse d'Orléans dont la fille Françoise Louise l'apporta à son époux François de Mauduison (également constructeur du château d'Oursières à Argenvilliers), Secrétaire du Roi. Il est resté dans la descendance directe de son constructeur, passant par mariage, à la famille de Carpentin, puis Fergon, Colin de Marnes et enfin, Guillier de Souancé, ses actuels propriétaires.

#### Château de Montdoucet
Demeure familiale d'Hector de Souancé (1861-1942), descendant de Pierre-Claude Guillier (1715-1782) qui acquiert la terre et la seigneurie de Souancé et de Montdoucet en 1754, cet officier et historien du Perche publie dès 1895 une monographie sur le château.

### Personnalités liées à la commune
- Jacques Guillier de Souancé (1749-1812), propriétaire à Souancé, député d'Eure-et-Loir au Corps législatif (Consulat et Premier Empire) de 1808 jusqu'à sa mort ;
- Charles de Souancé (1823-1896), commissaire de la marine et ornithologue, né au château de Montdoucet ;
- Charles Rappoport (1865-1941) et son épouse Sophie Rappoport-Oguse ont habité Souancé de 1904 à 1908. Sophie y a succédé à madame Sarraute comme médecin. Charles Rappoport, grande figure des débuts du socialisme, dut rapidement quitter Souancé après s'être présenté aux élections municipales en 1908[26]. Pour obliger les Rappoport à s'en aller, le comte de Souancé fit venir un médecin qui soignait les malades à ses frais.

### Héraldique
| Blason de Souancé-au-Perche | Blason  | Parti : au 1er fascé de gueules et d'argent, les cinq premières fasces chargées de deux croisettes tréflées, la dernière d'une seule, de l'un en l'autre, au 2d d'or à une tour de sable maçonnée du champ. |
| Blason de Souancé-au-Perche | Détails | Le premier fait référence aux armes de la famille de Montdoucet, seigneurs de la seigneurie du même nom, aujourd'hui hameau de Souancé-au-Perche. Le statut officiel du blason reste à déterminer.          |
| Blason de Souancé-au-Perche | Alias   | D'azur au chevron d'or ; au chef d'or chargé de trois tourteaux de gueules. |